# Skyman
Skyman è il nome utilizzato da due personaggi immaginari dell'Universo DC:
- Sylvester Pemberton,
- Jacob Colby.

## Sylvester Pemberton
Lo Skyman della DC Comics era l'originale Star-Spangled Kid, Sylvester Pemberton, un personaggio della Golden Age. Divenne Star-Spangled Kid al fine di sconfiggere i nazisti durante la Seconda guerra mondiale. Era un personaggio unico, in quanto era l'unico supereroe ragazzo ad avere una spalla adulta, Stripesy alias Pat Dugan. Sia lui che Dugan erano superbi acrobati oltre ad essere dei formidabili combattenti ne corpo a corpo.
Pemberton cambiò il suo nome in Skyman quando mise in piedi la Infinity, Inc.. Skyman guidò la squadra fino alla sua morte accidentale per mano di Mister Bones.

## Jacob Colby
52 presentò Jacob Colby come uno dei primi soggetti ufficiali dell'esperimento di Lex Luthor chiamato "Progetto Everyman". Il progetto di Luthor diede a Colby i super poteri, e il nome di Skyman dopo che Luthor ebbe acquistato i diritti sull'Infinity, Inc. dalla Pemberton Estate. Questo Skyman possiede il potere di controllare l'aria, e l'abilità di volare. Successivamente Colby ebbe una relazione sentimentale con la sua compagna di squadra Starlight.
Poche settimane dopo, si seppe che Colby fu ucciso dal suo compagno di squadra Everyman, che aveva tagliato parti del corpo di Colby per saziare il suo desiderio di cannibalismo.
Dopo aver consumato alcuni campioni della sua vittima, Everyman ottenne l'abilità di assumere la sua forma e visse nelle vesti di Skyman per qualche tempo (ingannando anche Starlight).